# Bandiera del Lazio
La bandiera del Lazio è costituita da un ottagono bordato in oro in cui sono inseriti a raggiera gli stemmi delle province di Frosinone, Latina, Rieti e Viterbo, con al centro lo stemma della provincia di Roma legati tra di loro da un nastro tricolore. Lo stemma è poi circondato da un ramo d'ulivo e uno di quercia, da una corona e dalla scritta "Regione Lazio" dorata su uno sfondo azzurro.
La bandiera è uno dei simboli della Regione Lazio. La bandiera venne creata nel 1995 dal consiglio regionale, ma non fu mai ufficializzata. Nonostante questo, è comunemente utilizzata.

## Galleria d'Immagini

Bandiera de facto del 1995
Bandiera con asta